# Peovica
Tvrđava Peovica (Mirabela) s kaštelom ponad gradića Omiša, zaštićeno kulturno dobro.

## Opis dobra
Današnji izgled omiškoga kaštela zadržao je samo izvorni perimetar, kule i kurtine su snižene do visine parapeta, a samo najviša završna kula iz 13. stoljeća je sačuvana u cjelini. Ta kula, danas nazvana Mirabela ili Peovica prema predjelu Omiša Peovu, vrlo se rijetko u arhivskim izvorima imenuje posebnim nazivom. Trapezni tlocrt vanjskoga plašta je u unutrašnjosti premodeliran u poligonalnu jezgru koja završava segmentnim kupolastim svodom. Prema ostatcima konzola i istacima na zidu, kula je imala dva kata koja se međusobno bila povezana drvenim stepenicama, a na vrhu se nalazila terasa. Prilikom radova sanacije, nakon udara groma krajem 80 - tih godina 20. st., rekonstruirani su katovi i kupola s terasom. Moćna i visoka kula na hridinama istaknuta je prostorna dominanta i kruna gradskoga kaštela. Izdvojeni položaj i masivno ziđe davali su joj neosvojiv karakter. Iako po obliku i strukturi zidanja pripada romaničkoj obrambenoj arhitekturi, nalaz novčića bizantskoga cara Bazilija I. pokazuje stratešku važnost položaja nad ušćem rijeke koja je u 9. stoljeću bila granica Franačkog i Bizantskog Carstva.

## Zaštita
Pod oznakom Z-6859 zavedena je kao nepokretno kulturno dobro - pojedinačno, pravna statusa zaštićena kulturnog dobra, klasificirano kao "vojne i obrambene građevine".